# Inge Aigner
Inge Aigner, född 30 januari 1943, är en friidrottare från Österrike. Hon deltog vid olympiska sommarspelen 1964 och olympiska sommarspelen 1968.